# اچ‌ام‌اس بلست (۱۶۹۵)
اچ‌ام‌اس بلست (۱۶۹۵) (به انگلیسی: HMS Blast (1695)) یک کشتی بود.